# 산후격리
산후격리(postpartum confinement)는 출산 후의 전통적인 관행이다. 이러한 관습을 따르는 사람들은 일반적으로 출생 직후 시작되며, 격리 또는 특별 대우는 문화적으로 다양한 기간 동안 지속된다(일반적으로 1개월 또는 30일, 26일, 최대 40일, 2개월 또는 100일).  이러한 산후 격리에는 "전통적인 건강 신념, 금기, 의식 및 규정"과 관련된 관리 관행이 포함될 수 있다. 이 관행은 용어에서 알 수 있듯이 침상 안정에 중점을 두는 "누운 자세"("lying-in")로 알려졌다. 일부 문화권에서는 출산 후 불순함과 관련된 금기와 연결될 수 있다.

## 같이 보기
- 산후조리
- 애착 이론
- 여성전용공간
- 유모